# Anders Gustaf Rosenberg
Anders Gustaf Rosenberg, född 18 januari 1809 i Lilla Mellösa socken, Södermanlands län, död 26 juli 1884 i Nora, var en svensk kyrkomusiker, tonsättare och folkmusiksamlare.
Rosenberg tog organistexamen 1826 och musikdirektörsexamen 1836 samt var organist i Floda 1826–1837 och därefter organist och klockare i staden Nora. Han tog verksamt del i striderna om omarbetningen av Haeffners koralbok och blev själen och ledaren i den kommitté, som tillsattes av koralmötet i Uppsala 1880. Hans grundsatser i harmoni (med anslutning till Johann Christian Friedrich Haeffners) fick ett uttryck i Bengt Wilhelm Hallbergs koralbok (1882), i rytmik åter (med påverkan från den fritt och deklamatoriskt rytmiserade gregorianska sången) i Christofer Ludvig Anjous och Jonas Fredrik Törnwalls koralbok (samma år). 
Rosenberg bedrev också en omfattande verksamhet som samlare av polskor och danslekar; 420 sådana, upptecknade i Södermanland, Uppland, Östergötland, Dalarna och Jämtland, utkom i tre häften 1876, 1879 och 1882. Han invaldes som agré i Kungliga Musikaliska Akademien 1836 och tilldelades Litteris et Artibus 1877.